# Emmanuel Héré
Léopold Emmanuel Héré de Corny (ur. 12 października 1705 w Nancy, zm. 2 lutego 1763 w Lunéville) – architekt francuski działający w Lotaryngii. Nadworny architekt Stanisława Leszczyńskiego. Twórca zespołu architektonicznego jaki tworzą Place Stanislas oraz Place de la Carrière w Nancy, stanowiący jedno z największych osiągnięć urbanistyki okresu Oświecenia.